# Cyphon puncticeps hisamatsui
Cyphon puncticeps hisamatsui es una especie de coleóptero de la familia Scirtidae.

## Distribución geográfica
Habita en Japón.